# تابان رايت كينغ
تابان رايت كينغ (بالإنجليزية: Tappan Wright King)‏ (1950)؛ صحفي وروائي أمريكي.